# 岩本忠夫
岩本 忠夫（いわもと ただお、1928年10月25日 - 2011年7月15日）は、日本の政治家。元福島県双葉町長。

## 経歴
福島県双葉町出身。地元で酒屋を営んでいた。青年団活動を経て1958年日本社会党に入党。双葉地方原発反対同盟の結成に参加し、双葉町議を経て、1971年4月には福島県議会議員に初当選。福島第一原子力発電所の作業員の被曝や放射性廃液漏れなどの問題を厳しく追及した。
原発交付金で地元が潤う中、1975年・1979年・1983年の県議選で落選。1982年に反対同盟を辞め、1984年には社会党を離党した。1985年、不正支出問題で田中清太郎町長が辞任すると、町長選挙の候補者に推され、保守系の票も集めて大差で当選した。5期20年町長を務め、電源三法交付金や東京電力の寄付を財源に大型公共事業をすすめた。
2011年7月15日、慢性腎不全のため死去。

## 著作
- 「大衆闘争を構築し更にたたかいの前進を--福島・双葉原発反対闘争 (反原発・現地闘争報告)」『月刊社会党』225号、日本社会党中央本部機関紙局、1975年9月 pp.35-41
- 「双葉原発反対同盟--原発立地反対の住民運動 (原発を撃つ!反原発の燎原の火<特集> ; 原発立地反対の住民運動)」、『月刊自治研』23巻9号、自治研中央推進委員会 編 1981年9月 pp.32-34[4]
- 「首長選立候補者の政策と意見」、『政経東北』、東邦出版、1997年11月